# 佐藤順
佐藤 順（さとう じゅん、1946年（昭和21年）2月19日 - ）は、日本の政治家。元新潟県村上市長（1期）。
現　瀬波温泉 「木もれびの宿 ゆのか」代表取締役社長

## 来歴
新潟県出身。1964年、埼玉県立所沢高等学校を卒業する。卒業後は日本電子工学院に入り、卒業する。卒業後は地元の新潟県村上市で印刷会社「フォト・スタンプ新潟」を設立する。1983年、村上市議会議員となり、1期務める。

### 2002年（旧）村上市長選挙
2002年、村上市長選挙に立候補し、現職の若林久徳を破って当選する。
※当日有権者数：25,009人 最終投票率：74.48%（前回比：+11.18pts）
| 候補者名 | 年齢 | 所属党派 | 新旧別 | 得票数   | 得票率 | 推薦・支持 |
| -------- | ---- | -------- | ------ | -------- | ------ | ---------- |
| 佐藤順   | 56   | 無所属   | 新     | 10,844票 | 59.2%  | -          |
| 若林久徳 | -    | 無所属   | 現     | 7,461票  | 40.8%  | -          |

### 2006年（旧）村上市長選挙
2006年の市長選挙に立候補したが、佐藤度に敗れて落選した。
※当日有権者数：24,584人 最終投票率：75.59%（前回比：+1.11pts）
| 候補者名 | 年齢 | 所属党派 | 新旧別 | 得票数      | 得票率 | 推薦・支持 |
| -------- | ---- | -------- | ------ | ----------- | ------ | ---------- |
| 佐藤度   | 51   | 無所属   | 新     | 9,264.050票 | 50.4%  | -          |
| 佐藤順   | 60   | 無所属   | 現     | 9,110.950票 | 49.6%  | -          |

### 2008年（新）村上市長選挙
2008年、合併による村上市長選挙に立候補したが、大滝平正に破れ3人中3位で落選した。
※当日有権者数：57,321人 最終投票率：83.9%（前回比：-pts）
| 候補者名 | 年齢 | 所属党派 | 新旧別 | 得票数       | 得票率 | 推薦・支持 |
| -------- | ---- | -------- | ------ | ------------ | ------ | ---------- |
| 大滝平正 | 59   | 無所属   | 新     | 16,501票     | 34.6%  | -          |
| 佐藤度   | 53   | 無所属   | 新     | 15,948.100票 | 33.4%  | -          |
| 佐藤順   | 62   | 無所属   | 新     | 15,268.900票 | 32.0%  | -          |

### 2015年（新）村上市長選挙
2015年の市長選挙にも立候補したが、高橋邦芳に破れて落選した。
※当日有権者数：53,657人 最終投票率：69.88%（前回比：-4.43pts）
| 候補者名 | 年齢 | 所属党派 | 新旧別 | 得票数   | 得票率 | 推薦・支持 |
| -------- | ---- | -------- | ------ | -------- | ------ | ---------- |
| 高橋邦芳 | 55   | 無所属   | 新     | 18,330票 | 49.3%  | -          |
| 佐藤順   | 69   | 無所属   | 新     | 13,503票 | 36.3%  | -          |
| 姫路敏   | 54   | 無所属   | 新     | 4,649票  | 12.5%  | -          |
| 斎藤寿明 | 67   | 無所属   | 新     | 729票    | 2.0%   | -          |